# Kovda
Kovda, Sofjanga, Kundozerka, Kuma, Jova, Rugozerka (rusky Ковда, Софьянга, Кундозерка, Кума, Иова, Ругозерка) je řeka v autonomní Karelské republice a v Murmanské oblasti v severozápadním Rusku. Je dlouhá 233 km. Povodí řeky je 26 100 km², z čehož 14 % tvoří jezera, kterých je přibližně 11 000.

## Průběh toku
Za začátek řeky se bere její odtok z Topozera. Řeka představuje kaskádu jezer, která jsou propojena krátkými průtoky, jež tvoří jen 34 % její délky. Ústí do Kandalakšského zálivu Bílého moře.

## Využití
V roce 1955 byla v místech, kde řeka opouští Kovdozero, postavena hráz a odtok z jezera je veden do Bílého moře přes Kňažegubskou vodní elektrárnu kanálem dlouhým 3,8 km. Na řece byly vybudovány také Kumská a Jovská vodní elektrárna, za jejichž hrázemi vznikly Kumská a Jovská přehrada.